# Bundesdeutsch
Bundesdeutsch oder bundesrepublikanisch ist eine Bezeichnung für alles, was die Bundesrepublik Deutschland oder ihre Bundesbürger betrifft. Insbesondere in der Zeit der deutschen Teilung von 1949 bis 1990 wurde auch von Bundesdeutschen oder – selten – von Bundesrepublikanern im damaligen Bundesgebiet zur Unterscheidung von den DDR-Bürgern und teilweise auch den West-Berlinern gesprochen.
In den Jahren vor dem Beitritt der Deutschen Demokratischen Republik (DDR) zum Geltungsbereich des Grundgesetzes der Bundesrepublik Deutschland 1990 führten diese Bezeichnungen zur sprachlichen Unterscheidung zu „DDR-Deutsch“ und von den „DDR-Bürgern“. Sie waren nicht ausschließlich im Sprachgebrauch in der DDR verankert, sondern wurden auch in der Bundesrepublik Deutschland verwendet.
Bis in die Gegenwart wird bei den deutschen Minderheiten oder im Kontext derselben von „bundesdeutsch“ in Bezug auf die heutige Bundesrepublik Deutschland gesprochen.
Im historischen Kontext steht demgegenüber die Bezeichnung „Reichsdeutsche“ oder Reichsbürger (Bürger des Deutschen Reiches) der Epoche von 1871 bis 1945. Insbesondere benannten ethnische Deutsche, die keine Reichsbürger waren (z. B. Österreicher), so die Deutschen Staatsangehörigen. Auch im Deutschen Reich wurde von „reichsdeutsch“ zur Unterscheidung etwa von „österreichisch“ gesprochen.
Im übrigen deutschen Sprachraum (Österreich, Deutschschweiz, Südtirol, Liechtenstein, Luxemburg, Ostbelgien usw.) und bei den deutschen Minderheiten wird der Terminus Bundesdeutsch als Bezeichnung für das in Deutschland gesprochene Standarddeutsch vor und nach der Wiedervereinigung genutzt. Es wird als Abgrenzung gegenüber dem Österreichischen Deutsch und dem Schweizer Hochdeutsch verwendet.
Als Adjektiv bezeichnet „bundesdeutsch“ auch alles andere (Gegenstände, Personen, Ideen), was früher aus Westdeutschland kam und heute aus Deutschland stammt.